# Cerkiew Najświętszej Marii Panny z Blacherne w Beracie
Cerkiew Najświętszej Marii Panny z Blacherne (alb. Kisha e Shën Mëri Vllahernës) – prawosławna cerkiew w Beracie, okręg Berat, w Albanii. Usytuowany jest na wzgórzu Starego Miasta wewnątrz zamku. Nazwa cerkwi pochodzi od istniejącego w dzielnicy Blacherne w Konstantynopolu ufundowanego w połowie V wieku przez cesarzową Pulcherię kościoła pw. Najświętszej Marii Panny.
Uważa się, że kościół został zbudowany na miejscu istniejące tutaj w IV–V wieku klasztoru. Pierwotna świątynia zbudowana była z kamienia. Po jej zniszczeniu w wyniku trzęsienia ziemi, cerkiew została odbudowana w XVI wieku techniką clausonage technique (kamienie otoczone cegłami) na planie krzyża wpisanego w kwadrat, techniką charakterystyczną dla bizantyjskich kościołów z obszaru południowej Albanii w XII–XV wieku. Wówczas to w 1578 r. ozdobił go freskami mistrz Nikola syn Onufrego. Podłoga świątyni została ozdobiona mozaikami, które zachowały się do dziś.
Po ogłoszeniu w 1967 r. przez Envera Hodżę „Rewolucji Ideologicznej i Kulturalnej” i deklarowania Albanii pierwszym na świecie państwem ateistycznym, rozpoczęły się represje wobec wszystkich wspólnot religijnych i kościołów w Albanii. Obiekty sakralne przejęło państwo, większość z nich zostało zdewastowanych, a nawet zburzonych. Jak większość obiektów sakralnych cerkiew Zaśnięcia Najświętszej Marii Panny przez ponad 30 lat ulegała zniszczeniom. Obecnie została odrestaurowana przez Albański Kościół Prawosławny.
W 1948 obiekt został wpisany na listę religijnych zabytków kulturowych Albanii (Objekte fetare me statusin Monument Kulture).